# Strachocin (Wrocław)

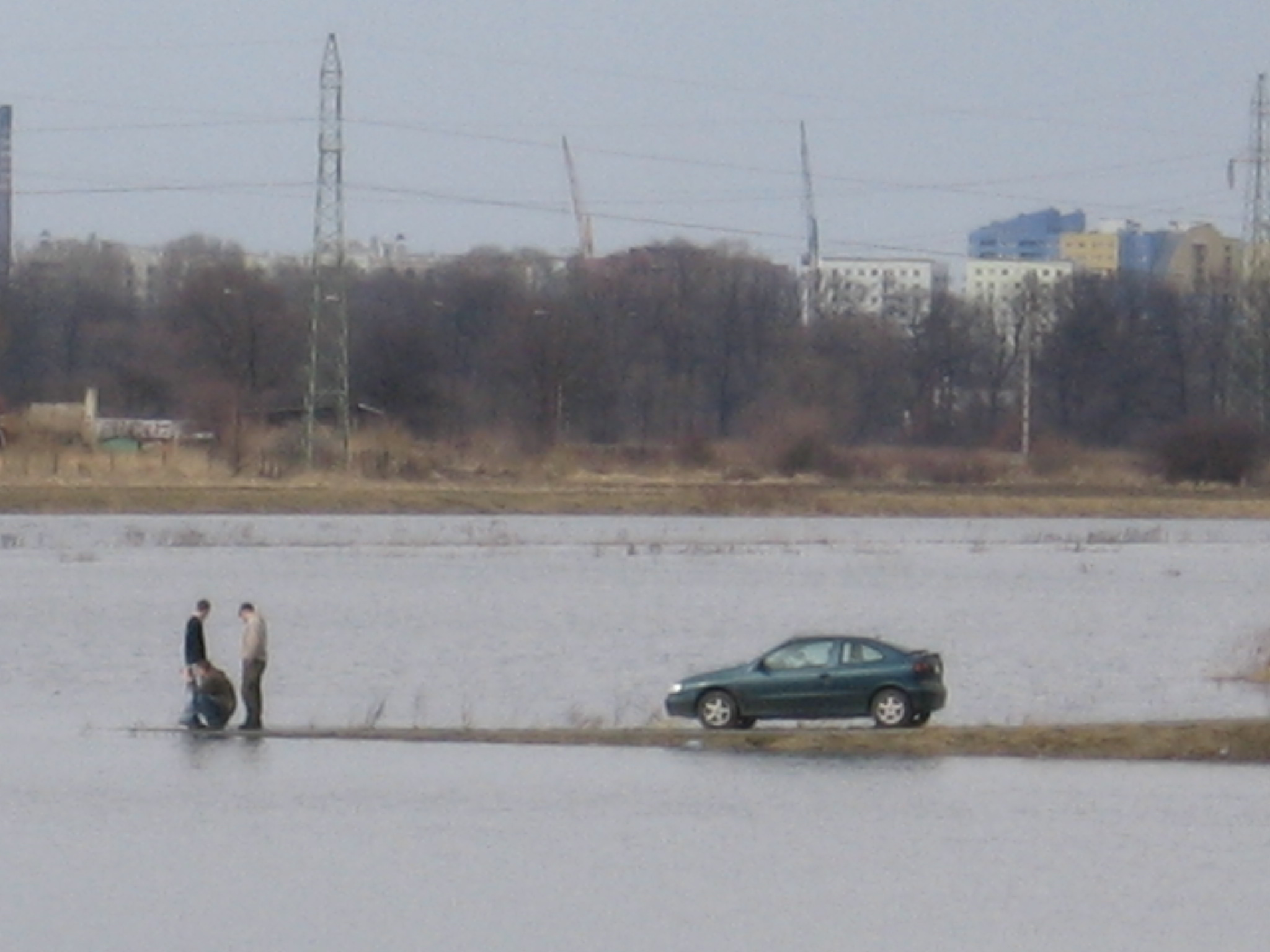
Kanał Odpływowy pomiędzy Odrą a Widawą na Strachocinie podczas wiosennego przyboru wód

Strachocin – osiedle leżące we wschodniej części Wrocławia pomiędzy Wojnowem a Swojczycami, administracyjnie część osiedla Strachocin-Swojczyce-Wojnów. Przed II wojną światową nosił niem. nazwy: do 1937 Strachate, a potem do końca wojny Drachenwald ("Smoczy Las") albo Drachenbrunn.
Majątek Konrada Strachoty (nazywany niegdyś Alte Schloss – "Stary Zamek") wraz z Lasem Strachocińskim, położonym w jego obrębie, wzmiankowany był w 1320 i 1324 w związku z jego dziedziczeniem przez dzieci Konrada: córki Malczę, Stanczę, Paulinę i Magdalenę oraz syna Henryka. Dwór Strachoty znajdował się w południowo-wschodniej, większej części Strachocina, część północno-zachodnią nazywano Goy ("Gaj"); z gajem tym związana była lokalna legenda o Smoczej Studni (Drachenbrunn, obecnie Wojnów), do której nawiązywała wprowadzona później nazwa "Smoczego Lasu". W 1353 wspomina się młyn w Strachocinie. W 1464 roku właścicielem Lasu Strachocińskiego był potomek Konrada, Henryk Strachota de Silva (z lasu). W 1540 wspomina się opuszczony folwark w Strachocinie; prawdopodobnie w XVI wieku związana z nim osada wyludniła się, między innymi dlatego, że ziemie do niej przynależne systematycznie były zalewane przez powodzie. W pierwszych latach XIX wieku na wschodnim skraju Lasu Strachocińskiego zbudowano leśniczówkę.
Dzisiejszy Las Strachociński, położony w zakolach starorzecza Odry (dziś – rzeczka Piskorna) ma układ topograficzny niemal identyczny z widocznym na mapach z 1794 i składa się dwóch owalnych obszarów o powierzchni około 200 ha, z czego 3/4 jest zalesione. Między tymi obszarami przepływa Piskorna i znajduje się "łąka czosnkowa" (od rosnącego tu czosnku pospolitego). Znajduje się tu także niewielkie rozlewisko Piskorny, zwane Jeziorem Leśnym oraz Staw Strachociński. Po przekopaniu na południe od Wojnowa, Strachocina i Swojczyc Kanałów Powodziowego i Żeglugowego na początku XX wieku i wybudowaniu wału przeciwpowodziowego (Grobla Janowicko-Swojczycka) teren na północ od polderu zalewowego stał się zdatny do zasiedlenia, i tam też znajdują się zabudowania osiedla. Współczesne osiedle Strachocin wydzielono w latach 20. XX wieku z zachodniej części Drachenbrunn (Wojnowa), nadając mu nazwę wywiedzioną od średniowiecznego folwarku Konrada Strachoty. 
W Towarzystwie Miłośników Wrocławia istnieje możliwość wynajęcia tramwaju o nazwie "Strachotek" na wycieczkę po Wrocławiu. Jego nazwa nawiązuje do legendy o Smoku Strachocie, związanej z osiedlem.